# Dennis Green
Dennis "Denny" Green (Harrisburg, Pensilvania, 17 de febrero de 1949-22 de julio de 2016) fue un entrenador en jefe de fútbol americano estadounidense.

## Marca como entrenador en jefe
| Equipo    | Año       | Temporada regular | Temporada regular | Temporada regular | Temporada regular | Temporada regular  | Postemporada | Postemporada | Postemporada | Postemporada                                          |
| Equipo    | Año       | Gan               | Per               | Emp               | % Gan             | Finalizó           | Gan          | Per          | % Gan        | Resultado                                             |
| --------- | --------- | ----------------- | ----------------- | ----------------- | ----------------- | ------------------ | ------------ | ------------ | ------------ | ----------------------------------------------------- |
| MIN       | 1992      | 11                | 5                 | 0                 | .688              | 1.º en NFC Central | 0            | 1            | .000         | Perdió vs Washington Redskins en NFC Wild-Card.       |
| MIN       | 1993      | 9                 | 7                 | 0                 | .562              | 2.º en NFC Central | 0            | 1            | .000         | Perdió vs New York Giants en NFC Wild-Card.           |
| MIN       | 1994      | 10                | 6                 | 0                 | .625              | 1.º en NFC Central | 0            | 1            | .000         | Perdió vs Chicago Bears en NFC Wild-Card.             |
| MIN       | 1995      | 8                 | 8                 | 0                 | .500              | 4.º en NFC Central | –            | –            | –            | –                                                     |
| MIN       | 1996      | 9                 | 7                 | 0                 | .562              | 2.º en NFC Central | 0            | 1            | .000         | Perdió vs Dallas Cowboys en NFC Wild-Card.            |
| MIN       | 1997      | 9                 | 7                 | 0                 | .562              | 4.º en NFC Central | 1            | 1            | .500         | Perdió vs San Francisco 49ers en NFC Divisional Game. |
| MIN       | 1998      | 15                | 1                 | 0                 | .938              | 1.º en NFC Central | 1            | 1            | .500         | Perdió vs Atlanta Falcons en NFC Championship Game.   |
| MIN       | 1999      | 10                | 6                 | 0                 | .625              | 2.º en NFC Central | 1            | 1            | .500         | Perdió vs St. Louis Rams en NFC Divisional Game.      |
| MIN       | 2000      | 11                | 5                 | 0                 | .688              | 1.º en NFC Central | 1            | 1            | .500         | Perdió vs New York Giants en NFC Championship Game.   |
| MIN       | 2001*     | 5                 | 10                | 0                 | .333              | 4.º en NFC Central | –            | –            | –            | –                                                     |
| MIN Total | MIN Total | 97                | 62                | 0                 | .610              |                    | 4            | 8            | .333         |                                                       |
| ARZ       | 2004      | 6                 | 10                | 0                 | .375              | 3.º en NFC West    | –            | –            | –            | –                                                     |
| ARZ       | 2005      | 5                 | 11                | 0                 | .313              | 3.º en NFC West    | –            | –            | –            | –                                                     |
| ARZ       | 2006      | 5                 | 11                | 0                 | .313              | 4.º en NFC West    | –            | –            | –            | –                                                     |
| ARZ Total | ARZ Total | 16                | 32                | 0                 | .333              |                    | –            | –            | –            |                                                       |
| CAR       | 2009      | 2                 | 4                 | 0                 | .333              | 3.º en UFL         | –            | –            | –            | –                                                     |
| CAR Total | CAR Total | 2                 | 4                 | 0                 | .333              |                    | –            | –            | –            |                                                       |
| SML       | 2010      | 4                 | 4                 | 0                 | .500              | 3.º en UFL         | –            | –            | –            | –                                                     |
| SML Total | SML Total | 4                 | 4                 | 0                 | .500              |                    | –            | –            | –            |                                                       |
| Total     | Total     | 119               | 102               | 0                 | .538              |                    | 4            | 8            | .333         |                                                       |

*Solo dirigió 15 juegos